# Військове міністерство США
Військове міністерство США (англ. United States Department of War — також Військовий департамент (англ. Department of War) — федеральний виконавчий департамент (міністерство) в уряді США, який відповідав за підготовку, застосування та забезпечення армії США. З моменту заснування у 1789 році до 1798 року також ніс відповідальність за військово-морські справи країни, до заснування відповідного міністерства. В 1947 році став основою для створення міністерств армії та Повітряних сил США. Очолював військове міністерство — військовий міністр (секретар).

## Історія
7 серпня 1789 року перший Президент США Джордж Вашингтон підписав указ про заснування військового міністерства Сполучених Штатів для безпосереднього управління військовими та військово-морськими справами держави й забезпечення цивільного контролю над збройними силами країни. 1-й конгрес США затвердив закон про створення цього департаменту, який визначав керівництво армією Верховним головнокомандувачем (Президентом країни) та військовим секретарем.
Першим військовим секретарем був призначений відставний генерал Генрі Нокс.
Військовий міністр США очолював міністерство і був членом Кабінету США.
У вересні 1947 року набрав чинності новий федеральний законодавчий акт уряду Сполучених Штатів Америки, який мав за мету реструктуризацію та оптимізацію Збройних сил країни та розвідувальних організацій після завершення Другої світової війни. Зокрема Закон про національну безпеку визначав про об'єднання усіх національних військових інституцій, зокрема Військового та Військово-морського міністерств в єдину структуру — Департамент оборони. Одночасно Закон започаткував створення міністерства Повітряних сил США для управління цим видом збройних сил, що до 1947 року входили до лав армії США. На нове міністерство оборони покладалися завдання керівництва та повного контролю за усіма збройними силами США. Разом з цим у структурі управління Збройними силами формувався вищий військовий орган управління — Об'єднаний комітет начальників штабів видів Збройних сил країни.